# Meryra II
| ra · N36 | i | i | A51 |

| ra · N36 | i | i | A51 |

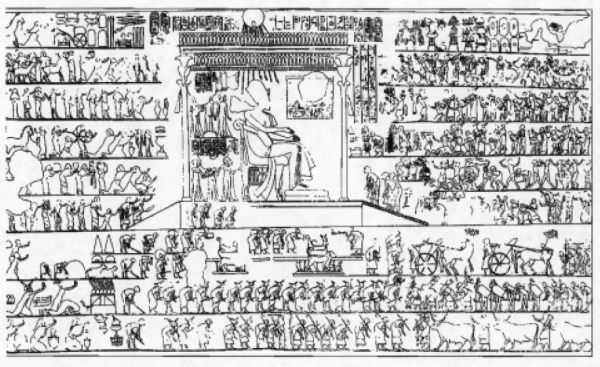
Jeroglífico encontrado en la tumba de "Meryra II"Siglo XVI

Meryra II o Merira II fue un antiguo noble egipcio de la corte de Ajenatón, dinastía XVIII, que fue Superintendente de la reina Nefertiti y tenía los títulos de Escriba Real, Mayordomo, Supervisor de los dos Tesoros y Supervisor del Real Harén de Nefertiti.
Tenía una tumba construida en Amarna, la TA2, aunque sus restos nunca se han llegado a identificar. El descubrimiento de su tumba ha resultado importante por encontrarse allí la última datación conocida de Ajenatón y su familia, reflejándose el año 12 de su reinado, segundo mes. Están representados Ajenatón con su esposa Nefertiti y sus seis hijas.